# Civilization III
Sid Meier's Civilization III è un videogioco strategico a turni della Firaxis Games, seguito di Civilization e Civilization II, uscito nel 2001 per Windows e Macintosh. Abbreviato anche come Civ III o Civ 3, a differenza del primo titolo, Civilization III non è stato progettato da Sid Meier, ma da Jeff Briggs e Soren Johnson, rispettivamente un altro game designer e un altro programmatore della Firaxis.

## Modalità di gioco
Tra le migliorie rispetto alle versioni passate, Civilization III introduce nuove condizioni di vittoria, tra cui una "diplomatica", dove la vittoria è raggiunta costruendo la meraviglia Nazioni Unite e quindi facendosi eleggere Segretario generale dalle altre fazioni in gioco, come anche una "culturale", che consiste nel costruire città culturalmente avanzate con molti templi e università. Il gioco prevede anche vittorie per "dominazione", dove chi possiede due terzi sia della popolazione mondiale che della terra emersa vince, aiutando i giocatori a saltare la fase di "pulizia" quando ormai la vittoria è certa.

### Civiltà
Ogni diversa civiltà comincia con certe caratteristiche: un'unità unica che solo quella civiltà può costruire, oltre ad altre specialità.
| Civiltà    | Qualità                                                           | Tecnologie iniziali                           | Unità speciale        | Leader            | Capitale     |
| ---------- | ----------------------------------------------------------------- | --------------------------------------------- | --------------------- | ----------------- | ------------ |
| Americani  | Industriosa, espansionista                                        | Arte muraria, vasellame                       | F-15                  | Abraham Lincoln   | Washington   |
| Aztechi    | Militarista, religiosa (in Conquests, agricoltori)                | Codice guerriero, sepoltura cerimoniale       | Guerriero giaguaro    | Montezuma         | Tenochtitlán |
| Babilonesi | Religiosa, scientifica                                            | Sepoltura cerimoniale, lavorazione del bronzo | Arcieri babilonesi    | Hammurabi         | Babilonia    |
| Cinesi     | Militarista, industriosa                                          | Codice guerriero, arte muraria                | Cavallerizzo          | Mao Tse-Tung      | Beijing      |
| Egizi      | Industriosa, religiosa                                            | Arte muraria, Sepoltura cerimoniale           | Carro da guerra       | Cleopatra         | Tebe         |
| Inglesi    | Espansionista, commerciale (in Conquests, navigatori)             | Codice guerriero, alfabeto                    | Man-o-war             | Elisabetta I      | Londra       |
| Francesi   | Industriosa, commerciale                                          | Arte muraria, alfabeto                        | Moschettiere francese | Giovanna d'Arco   | Parigi       |
| Tedeschi   | Militarista, scientifica                                          | Codice guerriero, lavorazione del bronzo      | Panzer                | Otto von Bismarck | Berlino      |
| Greci      | Scientifica, commerciale                                          | Lavorazione del bronzo, alfabeto              | Oplita                | Alessandro Magno  | Atene        |
| Indiani    | Religiosa, commerciale                                            | Sepoltura cerimoniale, alfabeto               | Elefante da guerra    | Mahatma Gandhi    | Delhi        |
| Irochesi   | Espansionista, religiosa (in Conquests, commerciali, agricoltori) | Vasellame, sepoltura cerimoniale              | Guerrieri a cavallo   | Hiawatha          | Salamanca    |
| Giapponesi | Militarista, religiosa                                            | Codice guerriero, sepoltura cerimoniale       | Samurai               | Tokugawa          | Kyōto        |
| Persiani   | Scientifica, industriosa                                          | Lavorazione del bronzo, arte muraria          | Immortale             | Serse             | Persepoli    |
| Romani     | Commerciale, militarista                                          | Alfabeto, codice guerriero                    | Legionario            | Giulio Cesare     | Roma         |
| Russi      | Espansionista, scientifica                                        | Vasellame, lavorazione del bronzo             | Cosacco               | Caterina II       | Mosca        |
| Zulu       | Militarista, espansionista                                        | Vasellame, codice guerriero                   | Impi                  | Shaka             | Zimbabwe     |

### Meraviglie del mondo
A differenza di Civilization II, in Civilization III le meraviglie sono divise in due categorie: grandi meraviglie, che possono essere costruite una volta soltanto, e piccole meraviglie, che possono essere costruite una volta per civiltà e hanno per la maggior parte dei requisiti sociali, oltre che tecnologici.

#### Grandi meraviglie
- Grande muraglia: raddoppia gli effetti delle mura cittadine e di forza d'attacco contro i barbari.
- Faro: +1 di velocità alle navi, elimina rischio naufragio.
- Colosso: +1 commercio in ogni piazza che già producono commercio in quella città.
- Grande Biblioteca: fornisce tutte le tecnologie note ad almeno altre due civiltà conosciute.
- Giardini pensili: rende contenti tre cittadini infelici nella sua città e infelice un cittadino contenuto nelle altre città del giocatore.
- Oracolo: raddoppia l'effetto di tutti i templi.
- Piramidi: agisce come un granaio in tutte le città del giocatore sullo stesso continente.
- Cappella Sistina: raddoppia l'effetto delle cattedrali.
- L'arte della guerra: fornisce i benefici di una caserma in tutte le città del giocatore in quel continente.
- Osservatorio di Copernico: raddoppia la scienza in uscita di quella città.
- Viaggio di Magellano: +1 di velocità di tutte le unità navali.
- Teatro di Shakespeare: rende contenti otto cittadini infelici in quella città.
- Bottega di Leonardo: dimezza il costo di aggiornamento di unità.
- Teoria dell'evoluzione: fornisce due tecnologie.
- Compagnia di Adam Smith: manutenzione gratuita per mercati, banche, porti e aeroporti.
- Cattedrale di Bach: diminuisce di due persone infelici ciascuna città sullo stesso continente.
- Ateneo di Newton: raddoppia la scienza in uscita di quella città.
- Programma SETI: raddoppia la scienza in uscita di quella città.
- Nazioni Unite: consente vittoria diplomatica.
- Diga di Hoover: agisce come una centrale idroelettrica in tutte le città del giocatore in quel continente.
- Longevità: quando la casella cibo è piena la popolazione aumenta di due invece di uno.
- Progetto Manhattan: consente la costruzione di armi nucleari a tutte le civiltà.
- Suffragio universale: riduce il malcontento dovuto alla guerra in tutte le città del giocatore.
- Cura per il cancro: rende contento un cittadino scontento in tutte le città del giocatore.

#### Piccole meraviglie
- Eroica epica: aumenta la probabilità che appaiono dei leader. Prerequisito: un esercito vittorioso.
- Stabilimento siderurgico: raddoppia gli scudi in uscita di quella città. Prerequisito: carbone e ferro nel raggio della città.
- Palazzo proibito: abbassa la corruzione come se fosse una seconda capitale. Prerequisito: 8 città su una mappa standard.
- Accademia militare: può costruire eserciti in città senza un leader. Prerequisito: un esercito vittorioso.
- Pentagono: gli eserciti possono contenere un'ulteriore unità. Prerequisito: 3 eserciti in campo.
- Wall Street: guadagna il 5% di interesse sulla tesoreria ogni turno (massimo di 50). Prerequisito: 5 banche.
- Central Intelligence Agency: permette missioni di spionaggio. Prerequisito: spionaggio.
- Programma Apollo: permette di costruire astronavi. Prerequisito: volo spaziale.
- Difesa SDI: 75% delle possibilità di intercettaree attacchi ICBM. Prerequisito: 5 Batterie SAM.
- Medicina da campo: le unità possono guarire nel territorio nemico. Prerequisito: 5 ospedali.

### Background etnico dei cittadini
Ogni cittadino ha un background etnico che permane anche dopo essere stati conquistati: per esempio, se i Persiani catturano una città dagli Americani, i suoi cittadini, malgrado siano sotto controllo persiano, rimangono americani, ma i cittadini futuri saranno persiani. Col tempo, inoltre, i cittadini vengono "naturalizzati" nella cultura dominante, come rappresentato nei variamenti del loro background etnico.
I cittadini stranieri diventano infelici più facilmente, specialmente se la civiltà dominante è in guerra con la loro civiltà natia, e questo genera nelle città appena conquistata un alto rischio di ribellione.

### Cultura
Ogni città in Civilization III ha un valore culturale, cioè la sua influenza sui terreni circostanti. Quando una città viene creata ha un valore culturale pari a uno, che permette alla città di influenzare solamente otto caselle (un cerchio con una casella di raggio). Quando il valore culturale di una città aumenta, aumenta di pari passo la sua sfera d'influenza, portando così più territori sotto il controllo del giocatore.
Oltre ad influenzare i confini, la cultura è utile per due motivi. Il primo è il pacifico impadronirsi di città straniere vicine, attraverso l'influenza sui loro cittadini mediante la propria cultura. La conquista culturale (o conversione culturale) è preferibile rispetto alla conquista militare per il fatto che è esente da penalità alla reputazione nella comunità globale. Il secondo è che esiste una condizione di vittoria culturale che può essere raggiunta portando il valore culturale di una città a 6 (25.000 punti cultura) o portando il valore collettivo della società sopra i 100.000 punti.
Il valore culturale aumenta turno per turno sulla base dei miglioramenti e delle meraviglie costruite nella città, come ad esempio un tempio o i Giardini Pensili.

### Armate
I leader si ottengono tramite un'unità élite vittoriosa, e possono essere utilizzati per formare un'armata. Una volta che un leader è stato prodotto, e che sia stata ricercata la "tradizione militare", una città è in grado di costruire l'accademia militare, costruita la quale può produrre più armate senza la necessità di combattere. Il vantaggio di avere un'armata consiste nel fatto che essa è composta da tre unità. Sarà sempre utilizzata la migliore unità in caso di battaglia, e ciò è estremamente vantaggioso poiché massimizza l'effetto che ogni unità può avere. Lo svantaggio è che le unità nell'armata non ricevono esperienza dalle battaglie.

### Risorse strategiche
Le risorse che appaiono sui vari tipi di terreni permettono alla civiltà di costruire unità che necessitano materiali specifici (o combinazioni di vari materiali). Le risorse rimangono nascoste fino al momento in cui la civiltà apprende la tecnologia corrispondente: per esempio la Lavorazione del Ferro permette di vedere il ferro.
Le risorse strategiche sono Cavalli, Ferro, Salnitro, Carbone, Gomma, Petrolio, Alluminio e Uranio

### Beni di lusso
I beni di lusso appaiono fin dall'inizio sui vari tipi di terreni. Quando vengono trasportati all'interno delle città (cosa fattibile tramite qualunque strada di scambio) incrementano il numero di cittadini felici all'interno della stessa città; questo è molto importante, poiché una città con troppi cittadini infelici subirà disordini civili che bloccheranno la produzione. Ogni qualvolta un nuovo bene di lusso viene reso disponibile all'interno di una città, esso rende un cittadino felice, ma basta avere un solo elemento di un bene di lusso, senza cumulazioni. La costruzione di un mercato nella città incrementa gli effetti dei beni di lusso come segue:
- un bene di lusso = un cittadino felice;
- due beni lusso = due cittadini felici;
- tre beni di lusso = quattro cittadini felici;
- quattro beni di lusso = sei cittadini felici.

I beni di lusso sono: Spezie, Seta, Avorio, Gemme, Incenso, Pellicce, Vino e Tinte

### Corruzione
Introdotto originariamente in Civilization II, il concetto di corruzione è stato mantenuto e migliorato in Civilization III. La corruzione limita l'utilità sia delle protezioni che dell'oro nelle città influenzate, ed è influenzata da vari fattori come la distanza della città dalla capitale e il tipo di governo che la civiltà sta utilizzando al momento. La corruzione non ridurrà mai lo produzione dello scudo a zero, ma uno scudo per turno diverrà comunque virtualmente inutilizzabile.
Esistono numerosi modi per combattere la corruzione: si possono costruire miglioramenti come il tribunale e la stazione di polizia; inoltre, connettere la città alla capitale tramite importanti vie di scambio (ad es. strade, porti o aeroporti) aiuta a ridurre la corruzione in una certa misura. Del pari, due piccole meraviglie, il Palazzo proibito e la polizia segreta, funzionano come un secondo palazzo nella città dove sono stati costruiti e portano con sé gli stessi benefici del palazzo originale.

## Accoglienza
Dopo il grande successo di Civilization II, il gioco aveva creato delle aspettative.
All'uscita nel mercato Civilization III presentava alcuni bug ed errori che costrinsero la pubblicazione di una patch correttiva poco tempo dopo.
Dopo la pubblicazione, la reazione di riviste, recensori e fan dei giochi strategici furono molto positive, accogliendo Civilization III come uno dei miglior giochi di strategia mai creati.

## Espansioni
Civilization III ha ricevuto due espansioni, che ampliano il gioco originale aggiungendo il tutto numerose funzionalità tra cui altre 15 civiltà giocabili. Play the World, uscito a ottobre 2002, aggiunge la possibilità di giocare con altri avversari umani e introduce otto nuove civiltà (Arabi, Cartaginesi, Celti, Coreani, Mongoli, Ottomani, Spagnoli e Vichinghi), nuove unità, nuove Meraviglie del Mondo e modalità di gioco, tra cui Eliminazione, Regicidio e Cattura la Bandiera.
Conquests è invece uscito nel 2003 e offre otto scenari storici giocabili (che spaziano dalla Mesopotamia alla seconda guerra mondiale nel Pacifico), due nuove forme di governo (il Feudalesimo e il Fascismo), 15 nuove unità, sette nuove civiltà (bizantini, olandesi, ittiti, Inca, Maya, portoghesi e sumeri, più gli austriaci tramite un editor), due nuovi tratti (Marinaro e Agricolo), cinque nuove Meraviglie del Mondo, nuove risorse bonus (Oasi, Frutti Tropicali, Zucchero e Tabacco), nuovi tipi di terreno (Palude e Vulcani) e nuovi edifici.
Mentre Play the World, soprattutto a causa dei suoi gravi problemi nel multigiocatore, è stato considerato il gioco per computer più deludente del 2002 secondo GameSpot, Conquests ne è considerato una redenzione in quanto corregge molti dei suoi problemi, ed è stato nominato al premio "Espansione dell'Anno" di Computer Games Magazine (premio vinto da Everquest: Lost Dungeons of Norrath).
Nel 2004, è uscito Civilization III: Complete, che include il gioco originale e le due espansioni in un unico pacchetto.

### Civilization III: Play the World
| Civiltà     | Qualità                                              | Tecnologie iniziali                     | Unità speciale       | Leader          | Capitale  |
| ----------- | ---------------------------------------------------- | --------------------------------------- | -------------------- | --------------- | --------- |
| Arabi       | Religiosa, espansionista                             | Vasellame, sepoltura cerimoniale        | Guerriero Ansar      | Abū Bakr        | La Mecca  |
| Cartaginesi | Industriosa, militarista (in Conquests, Navigatori)  | Alfabeto, arte muraria                  | Mercenario numidiano | Annibale        | Cartagine |
| Celti       | Religiosa, militarista (in Conquests, agricoltori)   | Codice guerriero, Sepoltura cerimoniale | Spadaccino gallico   | Brenno          | Entremont |
| Coreani     | Scientifica, commerciale                             | Alfabeto, lavorazione del bronzo        | Hwacha               | Wang Kon        | Seul      |
| Mongoli     | Militarista, espansionista                           | Codice guerriero, vasellame             | Keshik               | Gengis Khan     | Karakorum |
| Ottomani    | Scientifica, industriosa                             | Lavorazione del bronzo, arte muraria    | Sipahi               | Osman I         | Istanbul  |
| Spagnoli    | Religiosa, commerciale (in Conquest, navigatori)     | Alfabeto, sepoltura cerimoniale         | Conquistador         | Isabella        | Madrid    |
| Vichinghi   | Militarista, espansionista (in Conquest, navigatori) | Vasellame, codice guerriero             | Berserkr             | Ragnarr Loðbrók | Trondheim |

### Civilization III: Conquests
| Civiltà    | Qualità                    | Tecnologie iniziali               | Unità speciale            | Leader                  | Capitale       |
| ---------- | -------------------------- | --------------------------------- | ------------------------- | ----------------------- | -------------- |
| Bizantini  | Scientifica, navigatori    | Lavorazione del bronzo, alfabeto  | Dromone                   | Teodora                 | Costantinopoli |
| Olandesi   | Agricoltori, navigatori    | Vasellame, alfabeto               | Mercenari svizzeri        | Guglielmo d'Orange      | Amsterdam      |
| Ittiti     | Espansionista, commerciale | Vasellame, alfabeto               | Biga Ittita               | Muršili I               | Hattusas       |
| Inca       | Espansionista, agricoltori | Vasellame, arte muraria           | Scout Chasqui             | Pachacuti               | Cusco          |
| Maya       | Agricoltori, industriosa   | Arte muraria, vasellame           | Lanciatore di Giavellotto | Fumo-Giaguaro           | Chichén Itzá   |
| Portoghesi | Navigatori, espansionista  | Vasellame, alfabeto               | Curuçá                    | Enrico I del Portogallo | Lisbona        |
| Sumeri     | Scientifica, agricoltori   | Lavorazione del bronzo, vasellame | Guerriero Enkidu          | Gilgameš                | Ur             |